# Chljabovo
Chljabovo (bulgariska: Хлябово) är en ort i Bulgarien.   Den ligger i kommunen Obsjtina Topolovgrad och regionen Chaskovo, i den centrala delen av landet, 250 km öster om huvudstaden Sofia. Chljabovo ligger 397 meter över havet och antalet invånare är 567.
Terrängen runt Chljabovo är kuperad söderut, men norrut är den platt. Terrängen runt Chljabovo sluttar norrut. Runt Chljabovo är det glesbefolkat, med 20 invånare per kvadratkilometer.. Närmaste större samhälle är Topolovgrad, 7,8 km nordost om Chljabovo.
I omgivningarna runt Chljabovo växer i huvudsak blandskog.